# Piotr Petrovitch Zagriajski
Piotr Petrovitch Zagriajski (1778 - 28 janvier 1849), est un général russe.

## Biographie
Major-général en 1813, puis lieutenant-général en 1826, il est nommé commandant de l'ensemble de cavalerie de réserve en 1829.

## Sources
- (ru) Cet article est partiellement ou en totalité issu de l’article de Wikipédia en russe intitulé « Загряжский, Пётр Петрович » (voir la liste des auteurs).